# Baró

Corona de baró.

Baró (originalment del germànic barone: home lliure), en femení baronessa, és un títol nobiliari. Té un rang inferior al de vescomte, tot i que on no n'hi ha, és inferior al de comte. Allà on no existeix el títol inferior de senyor, la baronia és el rang més baix de la noblesa.

## Evolució al nostre àmbit
Durant l'alta edat mitjana, el mot es feia servir a molts països europeus amb el significat de persona "notable" o "guerrer", com és el cas de diversos documents catalans del segle x. Inicialment eren governadors locals nomenats pels comtes amb l'encàrrec de cobrar els impostos i impartir la justícia a les diverses zones de cada comtat. De fet, l'estatus de baró significava que aquella persona posseïa una jurisdicció en mer i mixt imperi i tenia el dret de delegar a aquell lloc un batlle que actués en el seu nom. De mica en mica els barons es van convertir en títols personals hereditaris. A Catalunya el seu territori o domini jurisdiccional ja s'anomenava baronia almenys des del segle xii, i a la resta dels Països Catalans des del segle xiii. La major part de les baronies corresponien a senyories laiques, bé que també n'hi havia d'eclesiàstiques (com la baronia del monestir de Vallbona de les Monges). A partir del segle xiv es va començar a concedir aquest títol a alguns potentats propietaris de terres com a esglaó més baix de la noblesa.
No obstant això, durant la baixa edat mitjana, entre els segles xiv i xv, la paraula baró també es feia servir en català per anomenar els grans personatges, o com a alta categoria que incloïa els infants reials, els comtes i els vescomtes, un ús que fins i tot fou institucionalitzat a Catalunya per les Corts del 1364.
De totes maneres no va ser fins al 1798 que els barons foren equiparats a la resta de títols de noblesa. De fet, el nomenament de nous barons va proliferar precisament després de l'abolició definitiva de les jurisdiccions senyorials a l'estat espanyol.

## Evolució europea
Inicialment el mot baró significava "notable" o "guerrer" a moltes parts de l'Europa medieval, i així el citaven alguns documents aragonesos i navarresos del ix.
En l'esquema vassallàtic francès del segle xii els barons eren feudataris directament del rei francès. El sistema es complicà el segle següent quan distingien entre els alts barons (en fr. haut baron), que més endavant esdevingueren ducs, i els simples barons ordinaris (baron ordinnaire). En canvi, a la mateix època a Anglaterra feien servir el terme de manera confusa: gran baró (en ang. greater baron) era usat indistintament per designar el col·lectiu dels pars nobles, però a vegades només feia referència a les escales més bàsiques. També feien servir la categoria de petit baró (lesser baron) per designar clarament una persona que no era par. A partir del segle xiv ambdós regnes van elevar el títol a la categoria de par.
A partir del segle xvi l'emperador Carles V va generalitzar el títol als seus regnes, i d'aquesta manera es va fer corrent a la majoria de països europeus.

## Ús modern
A Bèlgica, el rei atorga cada any el títol de baró a gent mereixedora: artistes, esportistes, polítics... És un títol honorífic sense atribucions territorials o pecuniàries.

## Línia d'honor dels títols nobiliaris
| Emperador | Rei | Príncep | Infant | Duc | Marquès | Comte | Vescomte | Baró | Senyor | Castlà |
| --------- | --- | ------- | ------ | --- | ------- | ----- | -------- | ---- | ------ | ------ |